# Мегаспорт
«Мегаспорт» — закритий український спортивний телеканал.

## Історія
Повноцінне мовлення «Мегаспорту» розпочалося 30 травня 2005 року, але історія цього каналу почалася ще за рік до старту трансляцій, коли Нацрада оголосила «форматний» конкурс на мережу телевізійних частот по всій Україні — під створення спортивного телеканалу. В Києві для цих цілей була виділена 58 телечастота.
Влітку 2004 року за підсумками конкурсу переможцем була названо київську компанію ТОВ «ТРО „Мульті Медіа Сервіс“», яка і отримала 29 липня відповідну ліцензію для створення телеканалу з логотипом «СК» («Спортивний Канал»). Підготовка до запуску телеканалу розтягнулася майже на рік, і лише 30 травня 2005 року кияни побачили на 58 каналі перші програми нового телеканалу, логотип якого представляв собою стилізоване зображення спортивної арени. Новонароджений канал отримав назву «Мегаспорт», після чого ліцензія на мовлення була переоформлена відповідним чином. На початковому етапі канал мовив виключно у вечірній час.
Згодом обсяги мовлення телеканалу, який з'явився у всіх обласних центрах країни, зросли. Проте в етері «Мегаспорту» не було нічого ексклюзивного, тому даний канал так і не став лідером серед спортивних телеманів.
У результаті мовлення телеканалу «Мегаспорт» почало згортатися. З 1 вересня 2008 року канал, який на той час вже входив до «Медіагрупи Інтер», зник з етерного телебачення у Києві та більшості обласних центрів України: на мережі «Мульті Медіа Сервіс» медіагрупа запустила інший проєкт — телеканал «К1». Водночас «Мегаспорт» був переведений на частоти мережі телекомпанії «Київтелемонтаж», де раніше існував «К1». Дана телекомпанія володіла обмеженою кількістю частотних привласнень в Україні й, зокрема, не мала етерної частоти у Києві. Таким чином, з цього моменту більша частина населення України могла дивитися «Мегаспорт» тільки зі супутника та в кабельних мережах.
А навесні 2010 року бренд «Мегаспорт» остаточно припинив існування. Канал був переформатований зі спортивного в розважальний канал для чоловіків «Мега».
Причиною закриття єдиного в Україні спортивного ефірного телеканалу багато хто називає його нерентабельність. Цінність спортивного телеканалу базується на ексклюзивності трансльованого контенту, а такий контент коштує дорого. Повернути за нього гроші за допомогою реклами в українських умовах на той час було нереально, тому що в силу особливостей рекламного ринку «чоловічі» теле- та радіоканали взагалі не користувалися попитом у рекламодавця.

## Логотипи
Телеканал змінив 3 логотипи. З 2005 по 2006 рік знаходився у правому нижньому куті. З 2006 по 2010 рік — у правому верхньому куті.
| Логотип | Опис |
| ------- | --- |
|         | З 30 травня 2005 по 5 січня 2006 року логотип мав вигляд зеленого овалу з жирним помаранчевим контуром і нагадував футбольний стадіон. Знаходився у правому нижньому куті. |
|         | З 6 січня 2006 по 4 листопада 2008 року логотипом був довгий прозорий овал, на якому було написано слово «Мегаспорт», що «розрізало» овал. Контур овалу мав помаранчевий колір і був напівпрозорим. Знаходився у правому верхньому куті. З 5 листопада 2008 по 28 березня 2010 року використовувався той самий логотип, але став прозорим. Знаходився там само. |